# Passiflora elegans
Passiflora elegans är en passionsblomsväxtart som beskrevs av Carl Friedrich Philipp von Martius. Passiflora elegans ingår i släktet passionsblommor, och familjen passionsblomsväxter. Inga underarter finns listade i Catalogue of Life.